# Spiritual Canoe
Spiritual Canoe és el 15è àlbum del grup de música heavy metal Loudness, publicat el 2001.

## Cançons
1. End Of Earth
2. Stay Wild
3. Hear The Winds Of Victory
4. Hate That Fills My Lonely Cells
5. Seven Deadly Sins
6. Picture Your Life
7. Climax
8. Touch My Heart
9. How Many More Times
10. Stroker Of The Lightning
11. Never Forget You
12. Power Of Love

## Formació
- Masaki Yamada: Veus
- Akira Takasaki: Guitarra
- Naoto Shibata: Baix
- Hirotsugu Homma: Bateria